# Diodorus (reptiel)
Diodorus is een geslacht van uitgestorven basale dinosauromorfe reptielen, behorend tot de groep van de Dinosauriformes, dat leefde tijdens het Laat-Trias in het gebied van het huidige Marokko.

## Naamgeving en vondst
De soort werd in 2011 benoemd en beschreven door Christian Kammerer, Sterling Nesbitt en Neil Shubin. De geslachtsnaam eert twee figuren, de ene mythologisch: Diodoros, koning der Berbers en de zoon van Sufax, de stichter van Tanger; de andere historisch: Diodorus Siculus, een geschiedkundige die als eerste de historie van het gebied opschreef. De soortaanduiding is afgeleid van het Klassiek Griekse σκυτοβραχίων, skytobrachioon, 'lederen arm', een verwijzing naar zowel de mogelijk leerachtige armen van de soort als naar Dionysios Skytobrachion, de mythograaf die de mythen van het gebied vastlegde.
Het holotype MHNM-ARG 30 is drie kilometer ten oosten van Imziln gevonden in het Arganabekken in lagen van de Irohalene Mudstone-afzetting van de Timezgadiouineformatie die dateert uit het Carnien-Norien; de beschrijvers achten het Norien het waarschijnlijkst. Het bestaat uit een vijf centimeter lang deel van het voorste dentarium van de rechteronderkaak, waaraan de punt ontbreekt en met zes tandkassen met daarin nog vier tanden. Enkele andere in dezelfde laag gevonden fossielen zijn aan de soort toegewezen: MHNM-ARG 31, 32, en 33: losse tanden; MHNM-ARG 34 en 35: twee opperarmbeenderen; MHNM-ARG 36: een middenvoetsbeen en MHNM-ARG 37, een dijbeen.

## Beschrijving
Diodorus is een kleine viervoetige planteneter met een lichaamslengte van minder dan een meter. De opperarmbeenderen zijn ongeveer zeven centimeter lang, het dijbeen acht.
De beschrijvers wisten enkele onderscheidende eigenschappen vast te stellen. Diodorus is een kleine silesauride. De tanden zijn driehoekig, gekarteld, missen een verdikte rand aan de basis en worden naar voren toe kleiner. De tanden zijn onder een hoek van twintig graden naar voren gericht. De groeve aan de binnenkant van het onderkaaksbeen, de fossa Meckeliana, begint op zekere afstand van het voorste deel bij de tweede tand, langs de onderste rand lopend, maar verwijdt naar achteren naar boven toe om ter hoogte van de vierde tandpositie de onderste veertig procent van het buitenoppervlak te beslaan. Het dentarium is onderaan bol gebogen. Langs de rij van tandkassen loopt aan de buitenkant een parallelle richel tussen de zesde en tweede tandpositie.
De losse tanden zijn groter dan die van het holotype; als dat niet komt doordat ze van een meer naar achteren gelegen positie van de kaak komen, kan dat een aanwijzing zijn dat er grotere individuen waren. De tanden zijn ankylothecodont: geplaatst in tandkassen en voorzien van een tandwortel maar vergroeid met het onderkaaksbeen. De tandkroon is relatief smal maar aan de basis toch breder dan die van Sacisaurus. Een secundair kroonuitsteeksel ontbreekt. Opmerkelijk is dat de tanden naar voren toe in grootte afnemen: te tweede tand heeft maar zestig procent van de lengte van de vierde en de eerste is nog eens een derde korter. De tanden hebben kartelingen aan de voorrand die relatief grof zijn: vier à vijf vertandingen per vijf millimeter.
Het opperarmbeen is lang, smal en kaarsrecht zonder een draaiing om de lengteas van de schacht. De kop van het opperarmbeen is zwak ontwikkeld; het naar het lichaam gerichte deel verbreed iets naar onderen. De deltopectorale kam beslaat het bovenste derde van de schachtlengte maar heeft zijn breedste punt bovenaan, niet meer naar onderen toe zoals bij de dinosauriërs. Ook het onderste uiteinde is maar weinig breder dan de schacht. De bases van de gewrichtsknobbels zijn gescheiden door een duidelijke groeve.
De kop van het dijbeen heeft een driehoekige doorsnede en aan de voorste binnenzijde een rechte rand; de voor de Archosauria typische afronding ontbreekt. Over de volle breedte ervan loopt een dwarsgroeve. De trochanter minor is een omhoogstekende kleine punt. Deze loopt niet in een welving over naar de trochanter major: ertussen ligt een extra trochanter aan de buitenste zijkant. Deze voor silesauriden gebruikelijke toestand komt ook voor bij de graciele morfe van de dinosauriër Megapnosaurus. De vierde trochanter op de achterkant van de schacht ligt vrij laag en is klein, halvemaanvormig met symmetrische boven- en benedenvleugels en begrenst een uitholling aan de voorste binnenzijde. De onderste uiteinde van het dijbeen heeft een uitgehold gewrichtsvlak. De gewrichtsknobbels en de kam aan de kant van het kuitbeen zijn afgerond. Het uiteinde is slechts weinig breder dan de schacht maar er lopen wel richels vanaf de binnenste gewrichtsknobbel en de kam naar boven tot over een lengte van een kwart van de schacht.
Het bewaarde middenvoetsbeen is wellicht het derde en relatief langwerpig.

## Fylogenie
Diodorus is door de beschrijvers na een exacte kladistische analyse in de Silesauridae geplaatst, als de zustersoort van Sacisaurus. Van hun klade is Silesaurus weer de zustergroep.